# Saint-Pierre-de-Broughton
Pour les articles homonymes, voir Saint-Pierre.
Saint-Pierre-de-Broughton est une municipalité dans la municipalité régionale de comté des Appalaches au Québec (Canada), située dans la région administrative de Chaudière-Appalaches.

## Toponymie
L'hagionyme Saint-Pierre aurait pu être inspiré par l'un des pionniers prénommés Pierre de la région qui s'y installèrent entre 1852 et 1860. Selon Pierre-Georges Roy, le nom de Broughton, d'abord donné au canton, identifierait une localité située dans le Lancashire en Angleterre. D'autres lieux portent toutefois ce toponyme et auraient pu être la source du nom du canton.

## Histoire

### Chronologie
- 1er janvier 1878 : Élection de la municipalité de Saint-Pierre de Broughton.
- 15 mars 1969 : La municipalité change de nom pour Saint-Pierre-de-Broughton.

## Géographie
Située dans la région des montagnes Appalaches, la municipalité présente une topographie accidentée. Au nord-est, on retrouve le Domaine du Radar et le Mont Sainte-Marguerite. Historiquement, la municipalité est répartie sur trois cantons, soient Broughton, Leeds et Thetford.

### Hydrographie
À partir de son crénon, dans le sud de la municipalité, la rivière Palmer coule vers le nord-ouest et reçoit les eaux, venant de l'est, de la rivière Whetstone qui prend sa source à l'est de la municipalité. La rivière Palmer Est coule vers le nord-ouest dans le nord-est de la municipalité. Le ruisseau Rivière Perry conflue avec la rivière Palmer à l'ouest du village.
À partir du lac du Cinq, dans le nord-est de la municipalité, la rivière du Cinq coule vers le sud.

## Démographie
| 1996 | 2001 | 2006 | 2011 | 2016 | 2021 |
| ---- | ---- | ---- | ---- | ---- | ---- |
| 871  | 848  | 882  | 882  | 898  | 889  |

## Administration
Les élections municipales se font en bloc pour le maire et les six conseillers.
| Saint-Pierre-de-Broughton Maires depuis 2001                                                                          |                                 |                         |          |
| Élection | Maire                           | Qualité                 | Résultat |
| 2001 | Jean-Marie Roy                  |                         | Voir     |
| 2005 | Nicole Bourque                  |                         | Voir     |
| 2009 | Nicole Bourque                  | Voir                    |          |
| 2013 | France Laroche                  |                         | Voir     |
| 2017 | France Laroche                  | Voir                    |          |
| sept.-déc. 2019 | Commission municipale du Québec |                         | n/a      |
| 2019 | Dave Lachance                   |                         | Voir     |
| sept. 2020 | Francine Drouin                 | Conseillère (2015-2020) | Voir     |
| 2021 | Francine Drouin                 | Conseillère (2015-2020) | Voir     |
| Élection partielle en italique Depuis 2005, les élections sont simultanées dans toutes les municipalités québécoises. |                                 |                         |          |

## Patrimoine

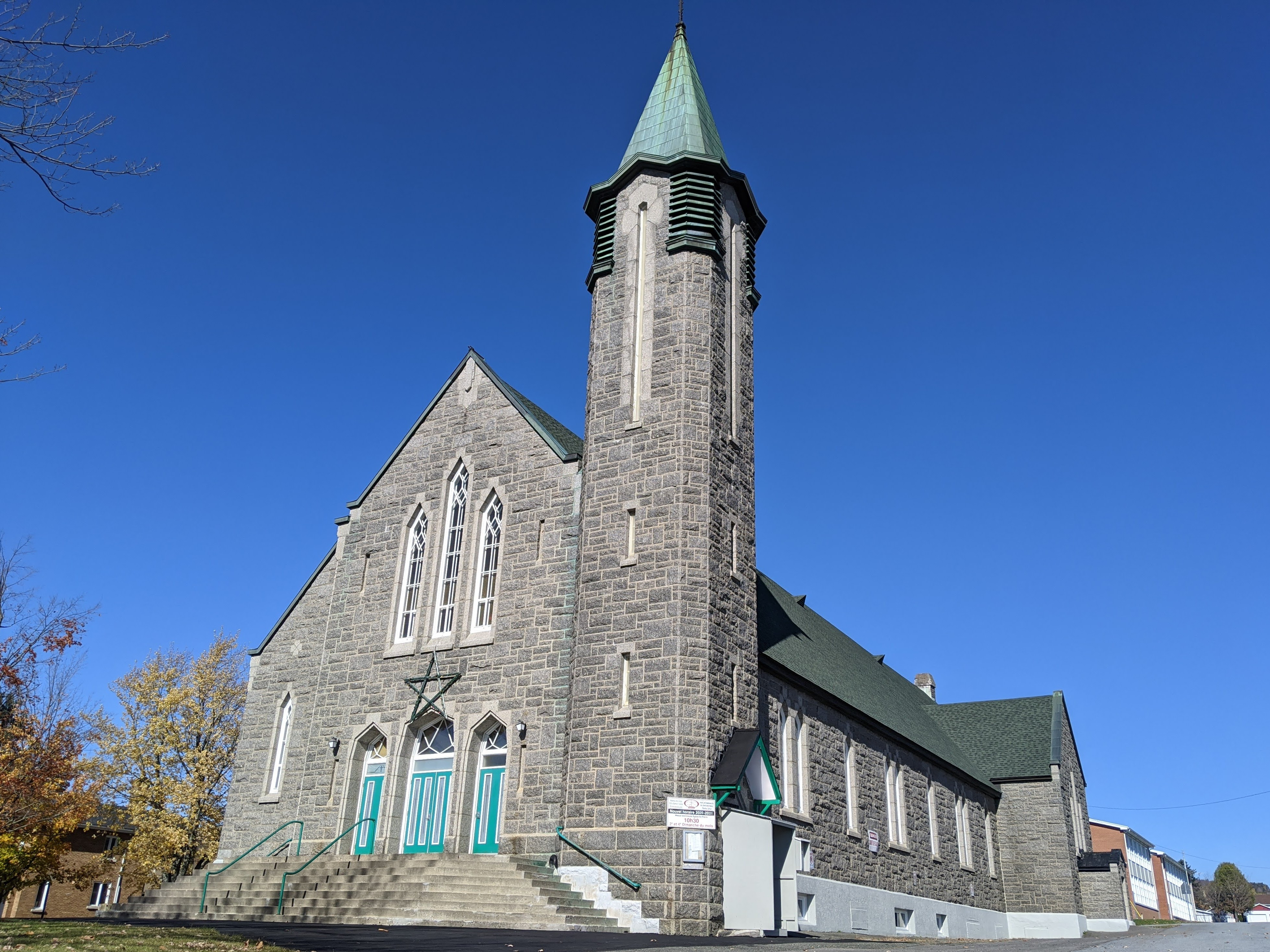
L'église Saint-Pierre.
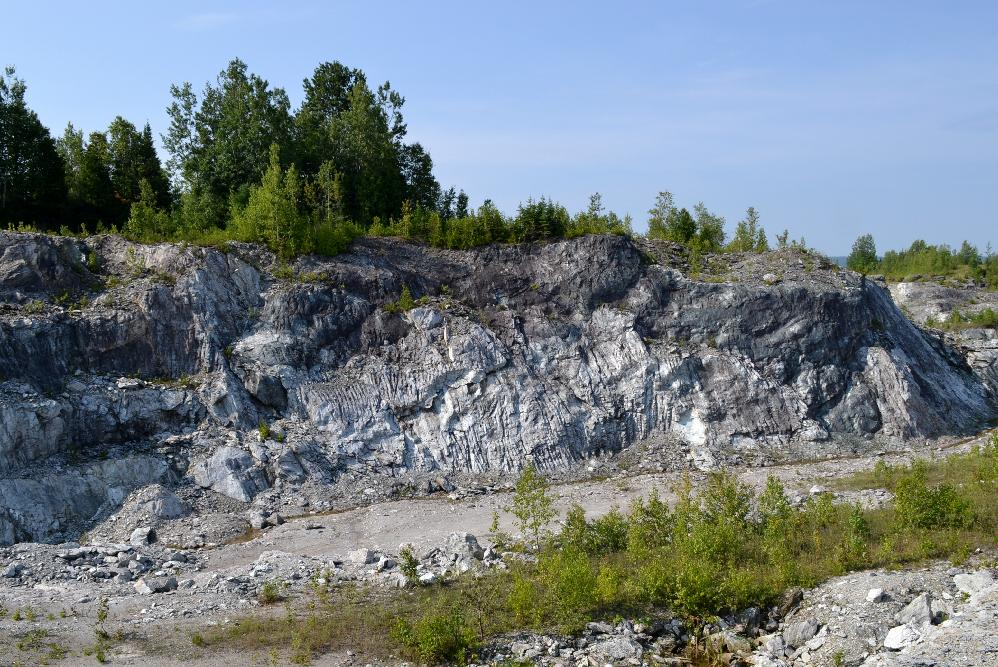
Ancienne mine Broughton exploitant de la stéatite.
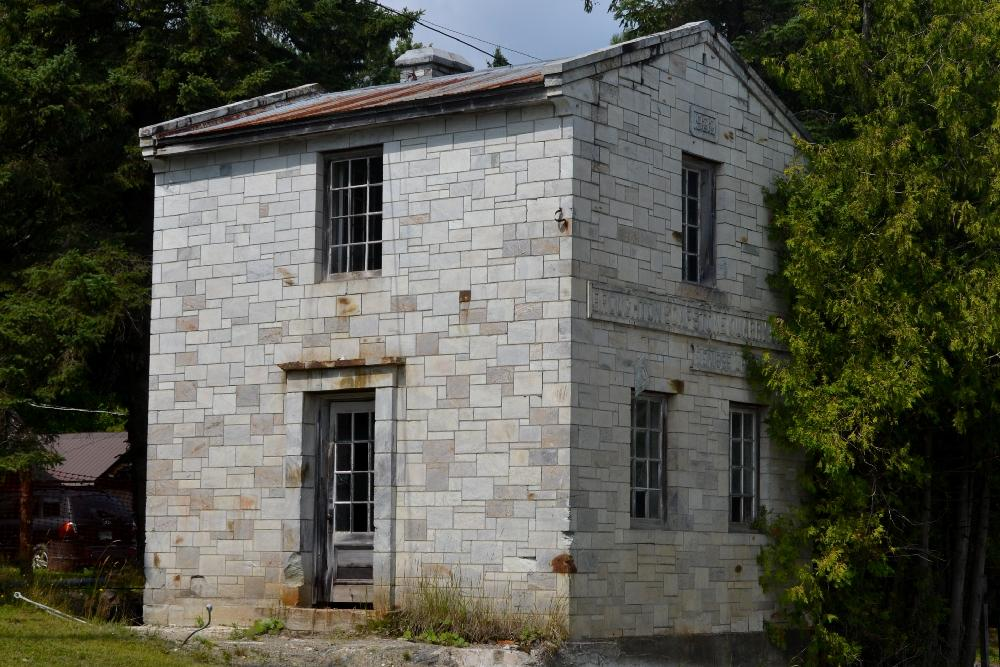
Ancien bureau de la Broughton Soapstone Quarry Co.

L'église Saint-Pierre a été érigée entre 1941 et 1942 selon les plans de l'architecte Jean-Berchmans Gagnon. La chapelle Sainte-Anne, érigée entre 1890 et 1891, a été dessinée par David Ouellet. Le calvaire du cimetière de Saint-Pierre-de-Broughton est inventorié dans le Répertoire du patrimoine culturel du Québec.
Le patrimoine minier est surtout visible autour des sites Harvey Hill et Cyr-Broughton. Dans ce dernier cas, l'ancien bureau de la Broughton Soapstone Quarry est toujours présent ; il est construit en 1933 avec de la stéatite posée sur des fondations en béton. Enfin, les traces des mines Montréal-Broughton et Broughton sont perceptibles dans le paysage.